# The Sniper (livre)
The Sniper (titre original : The Sniper) est un thriller de Nelson DeMille. Sorti en 1974, c'est le premier livre publié par son auteur. Comme les autres livres de la série Joe Rykers, il a été publié à nouveau en 1989 avec pour auteur Jack Cannon.